# Schongarer
Schongarer, auch „Slow Cooker“ (aus dem Englischen, wörtlich „Langsamgarer“), „Crock-Pot“ oder „Crocky“ (Markenname eines in den Vereinigten Staaten und Kanada verbreiteten Produktes), bezeichnet einen elektrischen Kochtopf zur langsamen Erhitzung zwischen drei und zwölf Stunden von Lebensmitteln bei Temperaturen unter dem Siedepunkt.

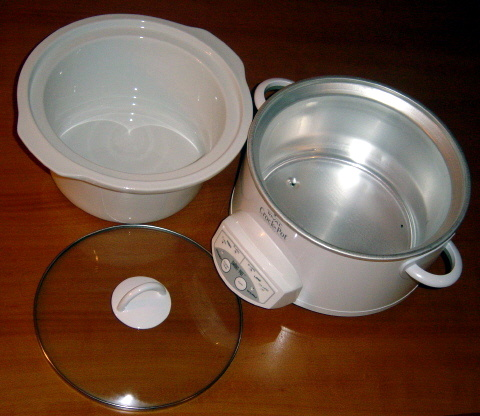
Moderner Schongarer mit Elektronik

## Etymologie
Crock bedeutet im Englischen Irdenware und beim „Crock-Pot“ bezieht sich dieser Wortteil auf den abnehmbaren Innentopf, der meist aus Keramik besteht. Die Marke „Crock-Pot“ wurde erstmals im Januar 1971 von der US-amerikanischen Firma The Rival Company bei der Vermarktung der Weiterentwicklung (im Wesentlichen durch Hinzufügen von Aluminiumgriffen und eines Glasdeckels) des „Crock Liner“ benutzt.

## Besonderheiten
Aufgrund der niedrigen Temperatur wird das Anbrennen der Zutaten vermieden. Weiterhin wird im Vergleich zu Backöfen größerer Abmessungen weniger Energie verbraucht. Beispielsweise benötigt ein durchschnittlicher Schongarer 0,7 kWh für die Erhitzung eines Auflaufs, während ein elektrischer Backofen hierfür 2 kWh benötigen würde. Die lange Kochzeit eignet sich nicht für Fisch, Teigwaren und Milchprodukte, da diese zerfallen bzw. ausflocken würden. Diese Zutaten werden erst gegen Ende der Garzeit hinzugefügt.